# Pius X-kerk (Tilburg)
De Pius X-kerk was een parochiekerk in de Noord-Brabantse stad Tilburg. De kerk was gelegen aan het Pater van den Elsenplein 80.

## Geschiedenis
Deze kerk werd gebouwd in 1956 naar ontwerp van Jacques Hurks voor de wijk Groenewoud. In 1997 werd de kerk onttrokken aan de eredienst, om in 2002 te worden gesloopt.
Op de plaats van de kerk verrees een wijkcentrum met bibliotheek, appartementen en een kleine kerkzaal die enige tijd later ook opgeheven werd.

## Architectuur
Het betrof een groot gebouw onder zadeldak met een rechthoekige plattegrond, rondbogige vensters en een bescheiden bakstenen klokkengevel naast het koor. De kerk werd betreden via een drietal hoge rondbogige poorten.
In de kerk was een kapel voor Onze-Lieve-Vrouw van Beauraing, deze Belgische plaats was een populaire bedevaartsbestemming voor de Tilburgers.